# Beauty and the Beast: A Board Game Adventure
Beauty and the Beast: A Board Game Adventure est un jeu vidéo de type jeu de société développé par Left Field Productions et édité par Nintendo, sorti en 1999 sur Game Boy Color.
Il est basé sur le long métrage d'animation La Belle et la Bête de Disney.

## Accueil
- IGN : 6/10[1]